# Reino Helismaa
Reino Vihtori "Repe" Helismaa, fino al 1934 Helenius (Helsinki, 21 luglio 1913 – Helsinki, 21 gennaio 1965), è stato un cantautore, scrittore e attore finlandese, principalmente conosciuto per i suoi testi umoristici.

## Opere
Reino ha composto i testi di oltre 5000 canzoni, di cui l'interprete più conosciuto fu Tapio Rautavaara. Tra i suoi lavori vi sono i seguenti:
- Balladi villistä lännestä
- Daiga-daiga-duu
- Hiljainen kylätie
- Kaksi vanhaa tukkijätkää
- Kulkuri ja joutsen
- Kulkurin iltatähti
- Lentävä kalakukko (Kalakukko volante)
- Meksikon pikajuna
- Päivänsäde ja menninkäinen
- Peltoniemen Hintrikin surumarssi
- Rakovalkealla
- Reppu ja reissumies
- Rovaniemen markkinoilla